# الإبادة الجماعية للأويغور
الإبادة الجماعية للأويغور، هي سلسلة مستمرة من انتهاكات حقوق الإنسان التي ترتكبها الحكومة الصينية ضد الترك الأويغور والأقليات العرقية التركية والدينية الأخرى في منطقة سنجان المتمتعة بالحكم الذاتي في جمهورية الصين الشعبية وما حولها. اتبعت الحكومة الصينية، تحت إشراف الحزب الشيوعي الصيني، منذ عام 2014، تحت إدارة شي جين بينغ سياسة أدت إلى احتجاز أكثر من مليون مسلم (أغلبهم من الأويغور) في معسكرات اعتقال سرية دون أي إجراءات قانونية فيما يُعد أوسع عملية اعتقال للأقليات العرقية والدينية. ويصف المنتقدين لهذه السياسة بأنها محاولة لإضفاء الطابع الصينى لـ شينجيانغ وأنها إبادة عرقية أو إبادة ثقافية، في حين يصفها العديد من النشطاء والمنظمات غير الحكومية المستقلة وخبراء حقوق الإنسان ومسؤولون حكوميون وحكومة تركستان الشرقية في المنفى بأنها إبادة جماعية.
سلط النقاد الضوء على احتجاز الأويغور في معسكرات إعادة التعليم التي تُقيمها الدولة، وعلى قمع الممارسات الدينية الإسلامية الأويغورية، وكذلك التلقين السياسي، وسوء المعاملة الشديدة، ونُشرت شهادات عن انتهاكات لحقوق الإنسان منها التعقيم القسري ومنع الحمل. تظهر إحصاءات الحكومة الصينية أنه من عام 2015 إلى عام 2018 انخفضت معدلات المواليد في مناطق الأويغور في خوتان وكاشغر بأكثر من 60%. في نفس الفترة انخفض معدل المواليد في البلد بأكمله بنسبة 9.69 %، من 12.07 إلى 10.9 لكل 1000 شخص. أقرت السلطات الصينية بانخفاض معدلات المواليد بنحو الثلث في عام 2018 في شينجيانغ، لكنها نفت تقارير عن التعقيم القسري والإبادة الجماعية. استمرت معدلات المواليد في الانخفاض في شينجيانغ، حيث انخفضت بنسبة 24% في سنة 2019 وحدها مقارنة بـ 4.2% فقط على الصعيد الوطني.
وكانت ردود الفعل الدولية متباينة، فقد دعمت 54 دولة من الدول الأعضاء في الأمم المتحدة (UN) سياسات الصين في شينجيانغ، لكن عدد الدول الداعمة انخفض إلى 45 في أكتوبر عام 2020، وهناك 39 دولة تدين انتهاكات حقوق الإنسان في الصين في شينجيانغ. في يوليو وأغسطس 2020، دعت جماعات حقوق الإنسان المحكمة الجنائية الدولية (ICC) ومجلس حقوق الإنسان التابع للأمم المتحدة إلى التحقيق مع المسؤولين الصينيين بشأن ارتكاب جرائم ضد الإنسانية وجرائم إبادة جماعية.
في ديسمبر 2020، رفضت المحكمة الجنائية الدولية إجراء تحقيق ضد الصين، على أساس أنها لا تتمتع بالولاية القضائية على الصين فيما يتعلق بأغلبية الجرائم المذكورة. كما قضت المحكمة الجنائية الدولية في تقييم منفصل بأن عمليات الترحيل للأويغور إلى الصين من كمبوديا وطاجيكستان، وكلاهما عضو في المحكمة الجنائية الدولية، لا تشكل جريمة الترحيل ضد الإنسانية.

## الخلفية

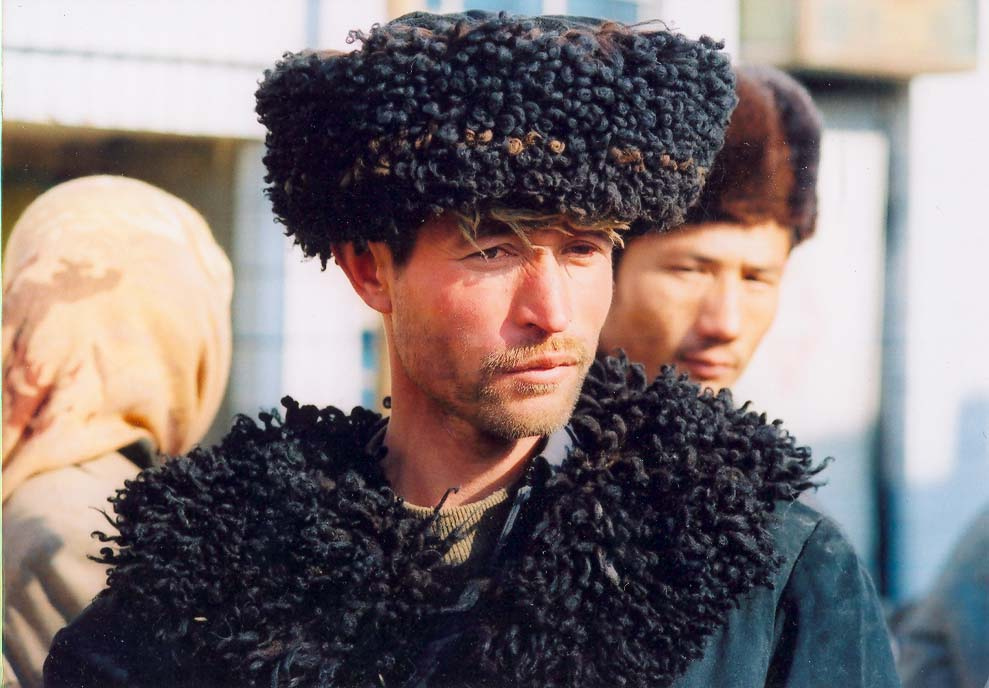
رجل من الأويغور (في المقدمة) من كاشغر، وهي مدينة في شينجيانغ، الصين.

### اللغة
كانت الثمانينيات فترة تطوير الدعم للغات الأقليات. كانت الحكومة الصينية توفر العديد من منصات الكتابة وأنشأت مواد متعددة اللغات لاستيعاب الأقليات السكانية، بما في ذلك الأويغور. يبلغ عدد المتحدثين بلغة الأويغور حوالي 10 ملايين، ويشارك الإويغور اللغة مع مجموعات الأقليات الأخرى في المنطقة.
في عام 1984، وُضعت بعض القوانين الأساسية السارية حتى الآن؛ منها قانون الجنسية الصينية، الذي يمنح جميع المواطنين - بغض النظر عن الخلفية اللغوية - الحق في اتخاذ إجراءات قانونية بلغتهم ويدعم تطوير الأدبيات الثقافية المختلفة للأقليات والحفاظ على التاريخ.
في السنوات الأولى، كان يُنظر إلى تحديد الأقليات القومية على أنه أمر أساسي للتنمية الوطنية على الرغم من التنازل الذي تواجهه هذه الأقليات؛ أدت التصورات السلبية تجاه لغات الأقليات إلى صور نمطية سلبية عن الأويغور. كان مطلوبًا من لغة الماندرين الصينية القياسية تأسيس تضامن وطني، على حساب الأنواع الأخرى من اللهجات الصينية واللغات الأخرى.

### نزاع شينجيانغ
تاريخيا، فرضت مختلف السلالات الصينية السيطرة على أجزاء مما يسمى الآن شينجيانغ. خضعت هذه المنطقة لحكم الصين نتيجة التوسع غربا من المانشو التي تقودها أسرة تشينغ، الذي شهد أيضا فتح التبت ومنغوليا.
في 1928 وبعد اغتيال يانغ Zengxin محافظ خانات Kumul شبه المستقلة في شرق شينجيانغ في إطار جمهورية الصين، جاء جين شو رن خلفًا لـ يانغ منصب محافظ الخانية. على وفاة خان Kamul المقصود شاه في عام 1930، ألغى جين الخانية تماما وسيطر على المنطقة أمراء الحرب. في عام 1933، نشأت جمهورية تركستان الشرقية الأولى أثناء التمرد في Kumul. في عام 1934، جرى غزو جمهورية تركستان الأولى من قِبل أمرار الحرب شنغ شى تساى بدعم من الاتحاد السوفياتي قبل توافق شنغ مع جمهورية الصين في عام 1942. في عام 1944، أدى تمرد Ili إلى إنشاء جمهورية تركستان الشرقية الثانية التي اعتمدت على «موافقة ضمنية» من الاتحاد السوفياتي على تجارة الأسلحة، واستمر وجودها حتى جرى ضمها إلى جمهورية الصين الشعبية في عام 1949.
من الخمسينيات إلى السبعينيات من القرن الماضي، رعت الحكومة الصينية هجرة جماعية للصينيين الهان إلى المنطقة وقدمت العديد من السياسات التي صممت لقمع الهوية الثقافية والدينية للأويغور. خلال هذه الفترة، ظهرت العديد من المنظمات الانفصالية الأويغورية بدعم محتمل من الاتحاد السوفيتي، وكان حزب الشعب لتركستان الشرقية أكبر منظمة في عام 1968. خلال السبعينيات، دعم السوفييت الجبهة الثورية المتحدة لتركستان الشرقية (URFET) لمحاربة الصينيين.
في عام 1997، نفذت الشرطة حملة اعتقالات وأعدمت 30 ممن يشتبه أنهم من الانفصاليين خلال شهر رمضان، أدى ذلك إلى مظاهرات كبيرة في فبراير 1997 مما أدى إلى ثورة غولجا، وقام جيش التحرير الشعبي (PLA) بحملة قمعية أسفرت عن ما لا يقل عن تسع وفيات. وحدث تفجير حافلة أورومتشي في وقت لاحق من ذلك هذا الشهر، والذي أسفر عن مقتل تسعة أشخاص وجرح 68، وألقت السلطات المسؤولية على مجموعة من الأويغور في المنفى. في مارس 1997، قُتل شخصان في حافلة مفخخة، وأُلقي بالمسؤولية على مجموعة من الانفصاليين الأويغور تُدعى منظمة تركستان الشرقية الحرة.
في يوليو 2009، اندلعت اضطرابات في شينجيانغ ردًا على نزاع عنيف بين عمال الأويغور والهان الصينيين في مصنع أسفرت عن مقتل أكثر من مائة شخص. بعد أعمال الشغب، اتُهم الأويغور بقتل العشرات من الهان الصينيين في هجمات منسقة من عام 2009 إلى عام 2016. وشملت هذه الهجمات سنجان في أغسطس 2009، وهجوم 2011 بالقنابل والسكاكين في خوتان، وهجوم بالسكين في مارس 2014 في محطة سكة حديد كونمينغ، وهجوم أبريل 2014 بالقنابل والسكاكين في محطة سكة حديد أورومكي، وهجوم مايو 2014 بسيارة مفخخة في سوق شارع أورومكي. اتُهم انفصاليون من الأويغور بتنفيذ تلك الهجمات. وفي الخارج، اتُهم الأويغور بقصف السفارة الصينية في قرغيزستان في عام 2016.

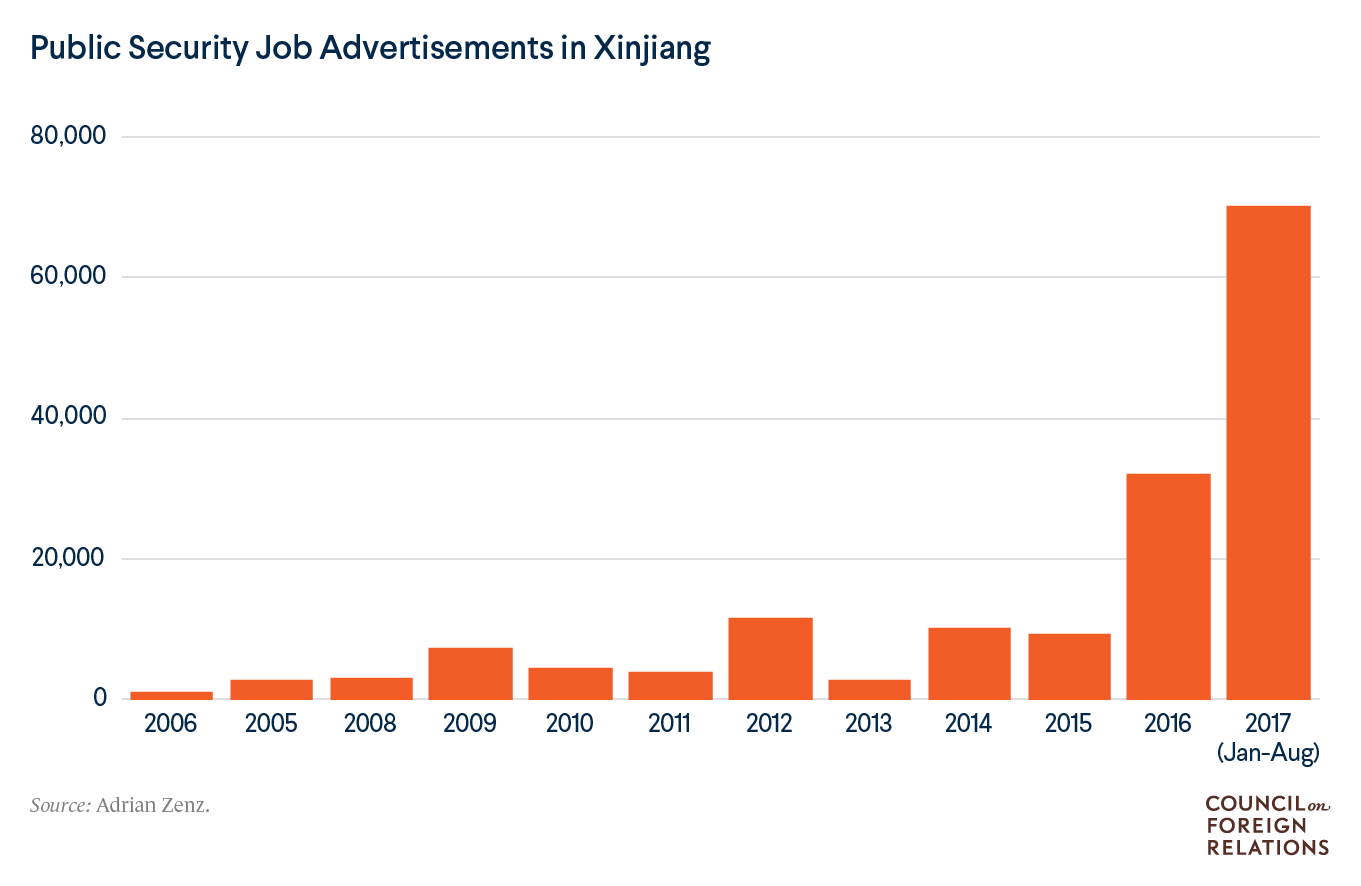
زيادة وظائف الشرطة في شينجيانغ مع زيادة معسكرات الاعتقال

عدد عطاءات المشتريات الحكومية المتعلقة بإعادة التعليم في شينجيانغ

### أول حملة
في أبريل 2010، بعد أعمال شغب أورومكي في يوليو 2009، حل تشانغ تشون شيان محل السكرتير السابق للحزب الشيوعي الصيني وانغ ليكوان، الذي كان وراء السياسات الدينية في شينجيانغ لمدة 14 عامًا. في مايو 2014، أطلقت الصين حملة بعنوان «حملة الضرب القوية ضد الإرهاب العنيف» في شينجيانغ ردًا على التوترات المتزايدة بين الهان الصينيين والأويغور في شينجيانغ نفسها. صرح الأمين العام للحزب الشيوعي الصيني شي جين بينغ في إعلانه عن الحملة أن «الممارسة أثبتت أن إستراتيجية الحزب الحاكم في شينجيانغ صحيحة ويجب الحفاظ عليها على المدى الطويل» في مايو 2014.

### اللوائح منذ عام 2017
تم تنفيذ الحظر واللوائح الجديدة في 1 أبريل 2017. تم حظر اللحى الطويلة بشكل غير طبيعي وحظر ارتداء الحجاب في الأماكن العامة. وصار ممنوعًا عدم مشاهدة التلفزيون الذي تديره الدولة أو الاستماع إلى البث الإذاعي أو رفض الالتزام بسياسات تنظيم الأسرة أو رفض السماح للأطفال بالالتحاق بالمدارس التي تديرها الدولة. كذلك جرى حظر تسمية الأطفال بأسماء دينية، مثل محمد. إلى جانب ذلك، وجرى هدم أو تدمير العديد من المساجد.
بدأت جهود إعادة التثقيف في عام 2014 وجرى توسيعها في عام 2017. في ذلك الوقت، أقيمت معسكرات اعتقال لإيواء طلاب برامج إعادة التعليم، ومعظمهم من الأويغور. لم تعترف الحكومة الصينية بوجودهم حتى عام 2018 ووصفتهم بـ «مراكز التعليم والتدريب المهني». جرى تغيير هذا الاسم إلى «مراكز التدريب المهني» في عام 2019. تضاعف حجم المعسكرات ثلاث مرات من 2018 إلى 2019 على الرغم من ادعاء الحكومة الصينية إطلاق سراح معظم المعتقلين.

### التبرير بدعوى مكافحة الإرهاب
استخدمت الصين «الحرب على الإرهاب» في العقد الأول من القرن الحادي والعشرين لتأطير الاضطرابات الانفصالية والعرقية على أنها أعمال إرهاب إسلامي لإضفاء الشرعية على سياساتها في شينجيانغ.
في عام 2019، ذكر عضوا هيئة تحرير صحيفة وول ستريت جورنال، سام براونباك، وناثان سيلز إن الحكومة الصينية تسيء باستمرار استخدام «مكافحة الإرهاب» كذريعة للقمع الثقافي وانتهاكات حقوق الإنسان.

## الآثار الثقافية

### الجوامع

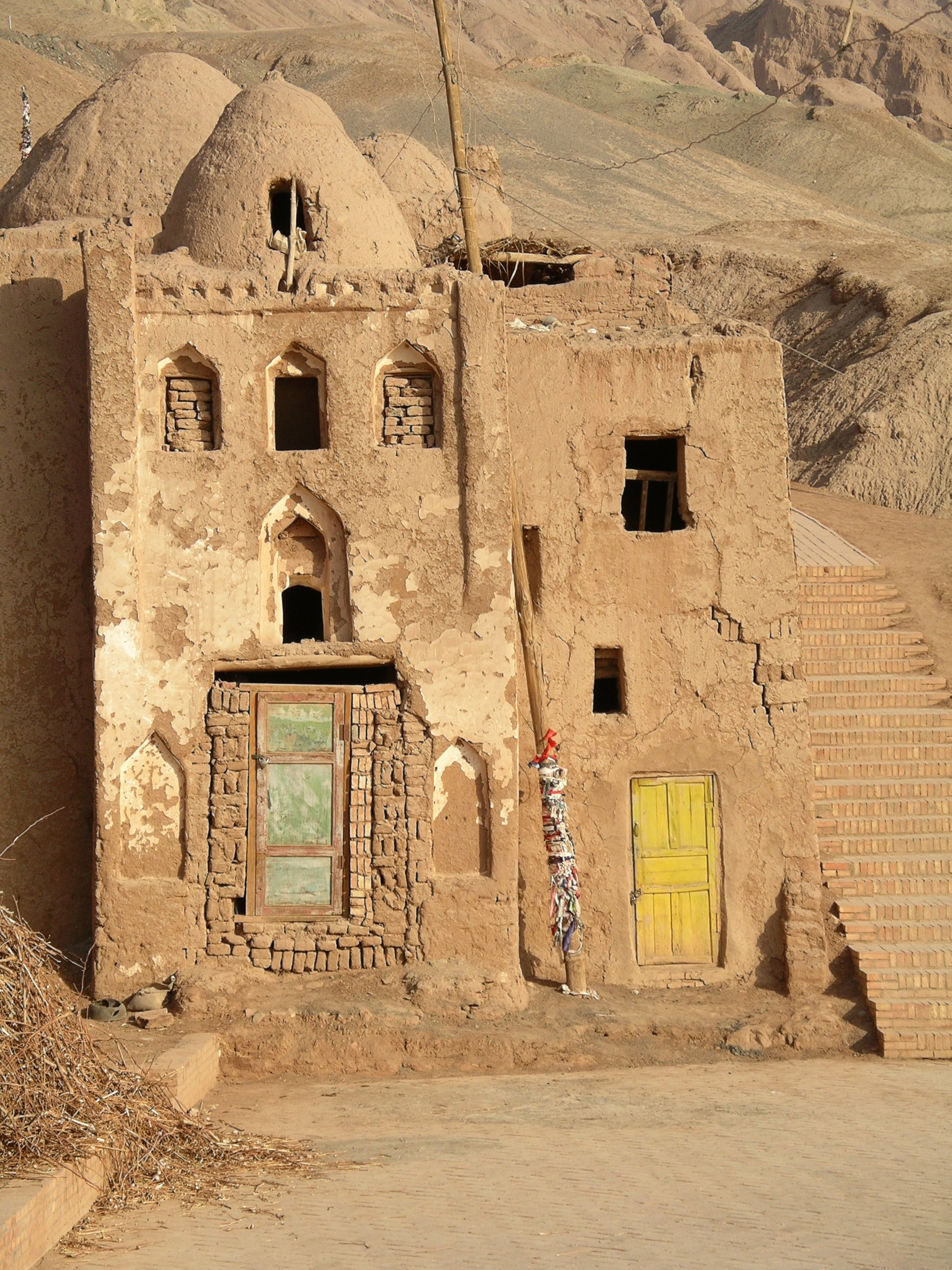
مسجد في تويق، شينجيانغ

في عام 2005، ذكرت منظمة هيومن رايتس ووتش أن «المعلومات المتناثرة في المصادر الرسمية تشير إلى أن الانتقام» ضد المساجد التي لا ترعاها الدولة الصينية كان سائدًا وأن سكرتير الحزب في شينجيانغ أعرب عن أن الأويغور «يجب ألا يقوموا ببناء أماكن جديدة للأنشطة الدينية». منعت الحكومة الصينية القاصرين من المشاركة في الأنشطة الدينية في شينجيانغ بطريقة «لا أساس لها في القانون الصيني» بحسب هيومن رايتس ووتش.
وفقًا لتحليل من صحيفة The Guardian، عانى أكثر من ثلث المساجد والمواقع الدينية في الصين من «أضرار هيكلية كبيرة» بين عامي 2016 و2018، حيث جرى تدمير ما يقرب من سدس جميع المساجد والأضرحة بالكامل. ويشمل ذلك قبر الإمام عاصم، وهو قبر طيني في صحراء تاكلامكان، وضريح أوردام في مزار علي أرسلان خان.
يُعد مسجد عيد كاه هو أكبر مسجد في شينجيانغ والأكبر في الصين. أفاد راديو آسيا الحرة أنه في عام 2018، أزالت السلطات لوحة تحتوي على نصوص قرآنية، كانت معلقة منذ فترة طويلة خارج المدخل الأمامي للمسجد، من أجل «القضاء على عقيدة الأويغور والأعمال الأدبية واللغة».

### التعليم
كما يجري إرسال الطلاب الأويغور بشكل متزايد إلى مدارس داخلية بعيدة عن مجتمعاتهم المحلية حيث لا يمكنهم التحدث بالأويغور.
وفقا لتقرير من راديو آسيا الحرة عام 2020، فإن التعليم أحادي اللغة المعتمد على الماندرين الصينية بدأ في المدرسة الثانوية في كاشغر والتي كانت سابقا تقدم التعليم ثنائي اللغة.

### اعتقال الأكاديميين والشخصيات الدينية
حدد مشروع حقوق الإنسان في الأويغور ما لا يقل عن 386 من المثقفين الأويغور الذين جرى اعتقالهم واختفوا منذ أوائل عام 2017 كضحايا لحملة القمع العرقي والديني الهائلة التي نفذتها الحكومة الصينية في موطن الأويغور.
حُكِم على الخبيرة الاقتصادية الأويغورية إلهام توهتي بالسجن مدى الحياة في عام 2014. ووصفت منظمة العفو الدولية عقوبتها بأنها غير مبررة ومؤسفة. كذلك فقد اختفى Rahile Dawut، وهو عالم بارز في الأنثروبولوجيا ومن الذين درسوا الحفاظ على المقدسات الإسلامية، والأغاني التقليدية والفولكلور.

### تدمير المقابر
في سبتمبر 2019، زارت وكالة الأنباء الفرنسية (AFP) 13 موقعًا من مواقع المقابر التي دُمرت في أربع مدن، وشوهدت العظام المتبقية في 4 منهم. من خلال فحص صور الأقمار الصناعية، قررت وكالة الأنباء أن حملة التدمير الجسيم كانت نشطة لأكثر من عقد من الزمان. وفقًا لتقرير سابق لوكالة فرانس برس، كانت ثلاث مقابر في مقاطعة زيار من بين عشرات مقابر الأويغور التي دمرت في شينجيانغ بين عامي 2017 و2019. جرى التخلص من العظام البشرية المكتشفة من المقابر في مقاطعة زيار. في يناير 2020، قال تقرير لشبكة سي إن إن يستند إلى تحليل صور الأقمار الصناعية لخرائط جوجل إن السلطات الصينية دمرت أكثر من 100 مقبرة في شينجيانغ، ولا سيما الأويغور. ربطت CNN تدمير المقابر بحملة الحكومة للسيطرة على الأويغور والمسلمين على نطاق أوسع. تصف الحكومة الصينية تدمير المقابر بأنه «عمليات نقل» بسبب الظروف السيئة التي كانت فيها المقابر وزعمت أن الموتى يعاد دفنهم في مقابر موحدة جديدة.
من بين المدافن المدمرة مقبرة السلطانيم (37°07′02″N 79°56′04″E / 37.11722°N 79.93444°E)، وهي المقبرة التاريخية المركزية للأويغور وبها أجيال من المدافن، وتُعد الأكثر قداسة في مدينة خوتان، والتي جرى هدمها وتحويلها إلى موقف للسيارات بين عامي 2018 و2019. زعمت CGTN، وهي قناة دولية صينية مملوكة للدولة تابعة للحزب الشيوعي الصيني، أنه تم نقل المقابر.

### حوافز الزواج

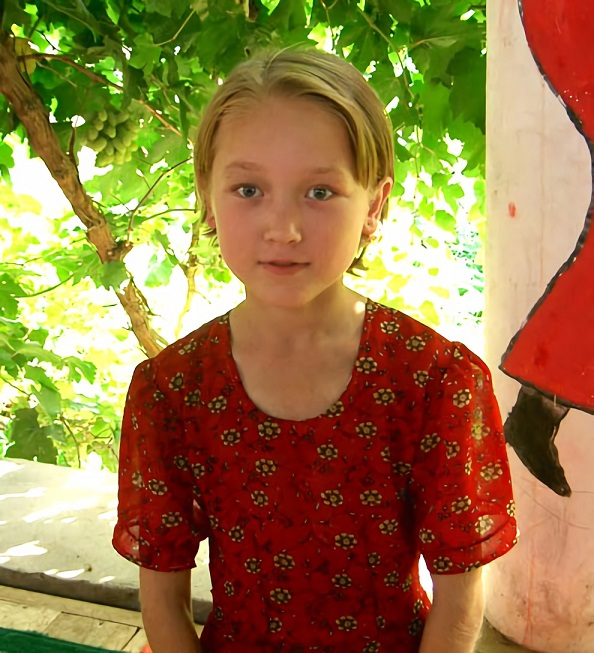
فتاة من الأويغور في توربان، وهي مدينة في شينجيانغ.

وفقًا لخبير دراسات النوع، Leta Hong Fincher، قدمت الحكومة الصينية حوافز للأزواج الأويغور لإنجاب عدد أقل من الأطفال، ولتشجيع زواج النساء خارج عِرقهن. وفقًا لمنسقة التواصل في مشروع حقوق الإنسان الأويغور في الولايات المتحدة، زبيرا شمس الدين، فإن الحكومة الصينية «تريد محو ثقافة الأويغور وهويتهم من خلال إعادة تشكيل نسائهم».
يجري تشجيع الزيجات بين الأويغور والصينيين الهان بإعانات من الحكومة. في أغسطس 2014، أعلنت السلطات المحلية في مقاطعة تشيرشن (مقاطعة Qiemo)، «تدابير حافزة لتشجيع التزاوج بين الأويغور والصينيين»، بما في ذلك مكافأة نقدية قدرها 10000 يوان صيني (1450 دولارًا أمريكيًا) سنويًا عن السنوات الخمس الأولى لمثل هؤلاء المتزوجين بالإضافة إلى تفضيلية العلاج والتوظيف والسكن بالإضافة إلى التعليم المجاني للأزواج وأولياء أمورهم وذريتهم.
في أكتوبر 2017، جرى الاحتفال بزواج رجل صيني من الهان من مقاطعة هينان من امرأة أويغورية من مقاطعة لوب على صفحة وسائل التواصل الاجتماعي في المقاطعة.
قال دارين بايلر، عالم الأنثروبولوجيا وخبير الشئون الصينة في جامعة واشنطن، إن حملة على وسائل التواصل الاجتماعي في عام 2020 لتزويج 100 امرأة من الأويغور لرجال صينيين من الهان أشارت إلى أن «ديناميكية معينة للسلطة العنصرية هي جزء من هذه العملية»، مُعلقًا، «يبدو أن هذا هو محاولة لإنتاج قدر أكبر من الاستيعاب وتقليل الاختلاف العرقي من خلال جذب الأويغور إلى علاقات يهيمن عليها الهان».
في مارس 2017، أُعفيت Salamet Memetimin، وهي من الأويغور وكانت سكرتير الحزب الشيوعي لقرية Bekchan في مقاطعة قيرة، محافظة هوتان، بسبب عقد الزواج في منزلها. وفي مقابلات مع راديو آسيا الحرة في عام 2020، صرح سكان ومسؤولو مقاطعة شوفو (كونا شيهير) بمحافظة كاشغر (كاشي) أنه لم يعد من الممكن أداء مراسم زواج الأويغور التقليدية في المقاطعة.
لا تشجع السلطات الصينية ارتداء الحجاب والنقاب وغيرها من الملابس الإسلامية في المنطقة. في 20 مايو 2014، اندلعت مظاهرة في Alakaga (Alaqagha، Alahage)، Kuqa (كوتشار، كوتش)، محافظة أكسو عندما جرى اعتقال 25 امرأة وطالبة في المدرسة لارتدائهن الحجاب. وأفاد مسؤول محلي أنه توفي اثنان وأصيب خمسة عندما أطلقت الشرطة النار على المتظاهرين. في وقت لاحق، جرى اعتقال فريق من واشنطن بوست في ألاكاجا ورُحِّل في النهاية من المنطقة.

## انتهاكات حقوق الإنسان

### خارج معسكرات إعادة التأهيل

#### التعذيب

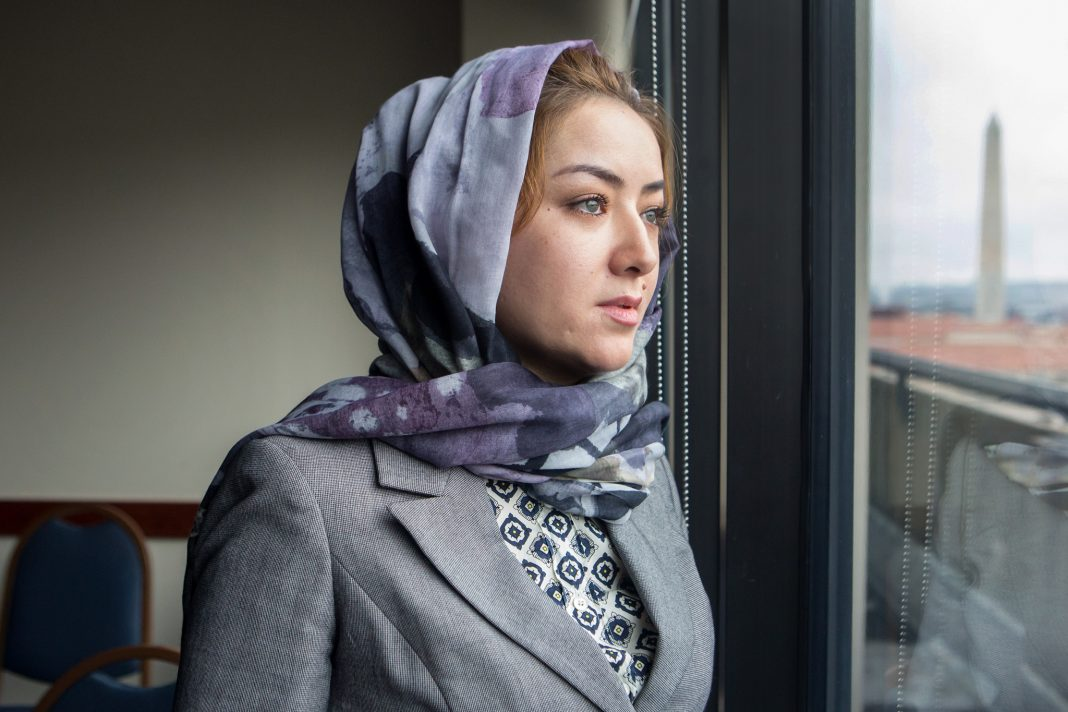
ميهريجول تورسون، معتقلة سابقة في معسكرات إعادة التأهيل في شينجيانغ.

ذكرت هيومن رايتس ووتش وقوع "الانتهاكات المتفشية"، بما في ذلك التعذيب والمحاكمات الجائرة " للأويغور.
وقالت ميهريجول تورسون، وهي أم شابة من الأويغور، إنها «تعرضت للتعذيب وظروف وحشية أخرى». في عام 2018، أدلت تورسون بشهادتها التي وصفت خلالها تجربتها أثناء وجودها في المعسكرات؛ تم تخديرها واستجوابها لعدة أيام دون نوم، وإخضاعها لفحوصات طبية تدخلية، وربطها في كرسي وصدمها بالكهرباء. كانت هذه هي المرة الثالثة التي تُرسل فيها إلى معسكر منذ 2015. وقالت تورسون للصحفيين إنها تتذكر أن المحققين قالوا لها: «كونك من الأويغور يُعد جريمة». صرحت المتحدثة باسم وزارة الخارجية الصينية هوا تشون ينغ أن الشرطة احتجزت تورسون «للاشتباه في التحريض على الكراهية العرقية والتمييز» لمدة 20 يومًا، لكنها تنفي أن تورسون احتُجزت في أي وقت مضى في معسكر لإعادة التأهيل.
قالت كيرة سمرقند محتجزة سابقة أخرى: «لقد جعلوني أرتدي ما أسموه» الملابس الحديدية «، وهي بدلة مصنوعة من المعدن تزن أكثر من 50 رطلاً... دفعت ذراعي وساقي إلى وضع ممدود. لم أستطع الحركة على الإطلاق، وكان ظهري يعاني من ألم رهيب... جعلوا الناس يرتدون هذا الشيء لكسر معنوياتهم. بعد 12 ساعة، أصبحت رقيقًا وهادئًا وقانونيًا.»
ويقال إن الإيهام بالغرق هو من بين أشكال التعذيب التي استخدمت كجزء من عملية التلقين العقائدي.

#### التعقيم الإجباري ومنع الحمل
ابتداء من عام 2019، بدأت تظهر تقارير عن التعقيم القسري في شينجيانغ. ذكرت زمرة دوت، وهي امرأة من الأويغور، أنه جرى تعقيمها بالقوة بربط البوق أثناء وجودها في المعسكر قبل أن يتمكن زوجها من إخراجها من خلال طلبات للدبلوماسيين الباكستانيين. تنفي حكومة شينجيانغ الإقليمية تعقيمها قسرا.
في نفس العام، أفادت مؤسسة التراث أن المسؤولين أجبروا نساء الأويغور على تناول أدوية وسوائل مجهولة تسببت في فقدان الوعي، وتسبب في بعض الأحيان في توقف الدورة الشهرية.
في عام 2020، استمرت التقارير العامة في الإشارة إلى إجراء تعقيم إجباري واسع النطاق، حيث ذكرت وكالة أسوشيتد برس أن هناك ممارسة «واسعة النطاق ومنهجية» لإجبار نساء الأويغور والأقليات العرقية الأخرى على تناول أدوية تحديد النسل في منطقة شينجيانغ. ذكرت العديد من النساء أنهن أجبرن على تلقي غرسات لمنع الحمل.
وصف كيرات سمرقند يوميات معسكره في مقال لـ NPR : «بالإضافة إلى العيش في أماكن ضيقة، يقول إن النزلاء اضطروا إلى غناء الأغاني التي تمدح الزعيم الصيني شي جين بينغ قبل السماح لهم بتناول الطعام. وقال إن المعتقلين أجبروا على حفظ قائمة بما يسميه»126 كذبة«عن الدين:» الدين أفيون، والدين سيء، يجب ألا تؤمن بدين، يجب أن تؤمن بالحزب الشيوعي«، يتذكر. فقط [] الحزب الشيوعي يمكن أن يقودك إلى المستقبل المشرق.»
ذكرت المستندات التي سربها مسؤول صيني مجهول إلى صحيفة نيويورك تايمز بأنه «إذا سأل الطلاب عما إذا كان آباؤهم المفقودون قد ارتكبوا جريمة، فيجب إخبارهم بالرفض، فالأمر مجرد أن تفكيرهم قد أصيب بأفكار غير صحية. الحرية ممكنة فقط عندما يتم القضاء على هذا» الفيروس«في تفكيرهم ويكونون بصحة جيدة».
ذكرت مؤسسة التراث أن "الأطفال الذين يُحتجز آباؤهم في المعسكرات غالباً ما يجري إرسالهم إلى دور الأيتام التي تديرها الدولة ويتم غسل أدمغتهم لنسيان جذورهم العرقية. وحتى الأطفال الذين لم يُحتجز والديهم فإنهم يُنقلون إلى داخل الصين لينغمسوا في ثقافة الهان بموجب سياسة الحكومة الصينية "الفصول الدراسية في شينجيانغ".

#### أعمال السُخرة
عمل طاهر حموت، وهو مسلم من الأويغور، في معسكر عمل خلال المدرسة الابتدائية عندما كان طفلاً، وعمل لاحقًا في معسكر إعادة التأهيل كشخص بالغ، حيث كان يؤدي مهامًا مثل قطف القطن وتجريف الحصى وصنع الطوب. وقال: "يُجبر الجميع على القيام بكل أنواع الأشغال الشاقة أو يواجهون العقوبة". أي شخص غير قادر على أداء واجباته سيتعرض للضرب ".
في ديسمبر 2020، كشف تقرير استقصائي صادر عن BuzzFeed News أن «العمل الجبري على نطاق واسع يحدث بشكل شبه مؤكد» داخل معسكرات إعادة التعليم في شينجيانغ، حيث جرى تحديد 135 منشأة مصنع داخل المعسكرات على مساحة أكثر من 21 مليون قدم مربع. وأشار التقرير إلى أنه «جرى بناء مصانع جديدة تبلغ مساحتها عشرون مليون قدم مربع في عام 2018 وحده» داخل المعسكرات وأن «المعتقلين السابقين قالوا إنهم لم يُمنحوا أبدًا خيارًا في العمل، وأنهم حصلوا على أجر زهيد أو بدون أجر على الإطلاق.».
وصفت سايراغول ساوتباي، وهي معلمة من عرقية قازاخستانية هربت لاحقًا من الصين، كيف أُجبرت على التدريس في معسكر لإعادة التعليم، قائلة إن المخيم كان «مكتظًا وغير صحي»، وكان الطلاب المحتجزين لديها يحصلون على القوت الأساسي فقط. وأضافت أن السلطات أجبرت المعتقلين على تعلم اللغة الصينية، والجلوس في فصول التلقين، والإدلاء باعترافات علنية. وعلاوة على ذلك، ذكرت أن التعذيب والاغتصاب شائعان وأن السلطات أجبرت المحتجزين على تناول دواء معين ترك بعض الأفراد عقيمين أو ضعيفي الإدراك.

#### اللولب وتحديد النسل
وفقًا للباحث Adrian Zenz، تم إجراء 80% من جميع المواضع الجديدة للـ IUD في جمهورية الصين الشعبية في عام 2018 في شينجيانغ، على الرغم من أن المنطقة لا تشكل سوى 1.8% من سكان البلاد. صرحت لجنة الصحة الوطنية الصينية أن الرقم هو 8.7%. وفقًا لفاكس قدمته حكومة شينجيانغ الإقليمية إلى CNN، انخفضت معدلات المواليد في منطقة شينجيانغ بنسبة 32%. في عام 2019، انخفضت معدلات المواليد بنسبة 24% على أساس سنوي، وهو انخفاض أكبر بكثير من الانخفاض البالغ 4.2% في المواليد في جميع أنحاء جمهورية الصين الشعبية. وفقًا لـ Zenz، انخفضت معدلات النمو السكاني الطبيعي في شينجيانغ بنسبة 84% في أكبر محافظتين من الأويغور بين عامي 2015 و2018.
السلطات الإقليمية لا تجادل في زيادة عمليات التعقيم في المنطقة، لكنها تنفي بشدة حدوث إبادة جماعية؛ أكدت سلطات شينجيانغ علنا أن الانخفاض في معدلات المواليد يرجع إلى «التنفيذ الشامل لسياسة تنظيم الأسرة». وصفت السفارة الصينية في الولايات المتحدة هذه السياسة بأنها إيجابية لنساء الأويغور، وكتبت أنه «في عملية القضاء على التطرف، جرى تحرير عقول نساء الأويغور وتعزيز المساواة بين الجنسين والصحة الإنجابية، فلم يعُدن آلات لصنع الأطفال، بل أصبجن أكثر ثقة واستقلالية».

#### المساكنة القسرية والإجهاض
في عام 2018، بدأ أكثر من مليون موظف حكومي صيني العيش قسراً في منازل عائلات الأويغور لمراقبة وتقييم مقاومة الاستيعاب، ومراقبة الممارسات الدينية أو الثقافية. جرى تدريب هؤلاء الموظفين الحكوميين على تسمية أنفسهم «أقارب» ووصفت وسائل الإعلام الحكومية الصينية بأنهم جزء أساسي من تعزيز «الوحدة العرقية».
قالت امرأة حامل تبلغ من العمر 37 عامًا من منطقة شينجيانغ إنها حاولت التخلي عن جنسيتها الصينية للعيش في كازاخستان، لكن الحكومة الصينية أخبرتها أنها بحاجة إلى العودة إلى الصين لاستكمال العملية. وتزعم أن المسؤولين صادروا جوازات سفرها وطفليها قبل إجبارها على الإجهاض لمنع شقيقها من الاعتقال في معسكر اعتقال.
يذكر كتاب من تأليف Guo Rongxing عن الاضطرابات في شينجيانغ أن احتجاجات الشغب في بلدة بارين عام 1990 كانت نتيجة 250 عملية إجهاض قسري فرضتها الحكومة الصينية على نساء الأويغور المحليات.

#### تجارة الأعضاء
خلص إيثان غوتمان، الزميل في مؤسسة الفكر المحافظ للدفاع عن الديمقراطيات والمراقب الصيني، إلى أن حصاد الأعضاء (تجارة الأعضاء) من سجناء الرأي أصبح سائدًا عندما جرى استهداف أفراد جماعة الأويغور العرقية في حملات أمنية و«شن حملات شرسة» خلال التسعينيات. وفقًا لغوتمان، انخفضت تجارة الأعضاء من سجناء الأويغور بحلول عام 1999.
في عام 2010، عادت المخاوف بشأن حصاد الأعضاء من الأويغور إلى الظهور. وفقًا لقرار بالإجماع من قبل محكمة الصين، قامت الصين باضطهاد الأويغور واختبارهم طبيًا. وأعرب تقرير المنظمة عن مخاوفها من أن الأويغور كانوا عرضة لسرقة الأعضاء ولكن لم يكن لديهم دليل على حدوث ذلك حتى الآن.
في مارس 2020، تبين أن الحكومة الصينية تستخدم أقلية الأويغور في العمل الجبري. وفقًا لتقرير نشره آنذاك المعهد الأسترالي للسياسات الاستراتيجية (ASPI)، جرى إبعاد ما لا يقل عن 80 ألف من الأويغور قسراً من منطقة شينجيانغ واستخدموا في العمل القسري في ما لا يقل عن سبعة وعشرين مصنعًا تابعًا للشركات. وفقًا لمركز موارد الأعمال وحقوق الإنسان، فإن الشركات مثل Abercrombie &amp; Fitch وأديداس وأمازون وأبل وبي إم دبليو وفيلا وجاب وH&M وInditex وMarks & Spencer وNike وNorth Face وPuma وPVH وSamsung وUNIQLO كانت تحصل على مصادرها من هذه المصانع قبل نشر تقرير ASPI.
تستخدم السلطات الصينية تقنية القياسات الحيوية لتتبع الأفراد في مجتمع الأويغور. وفقًا لياهر أمين، الإيغور البالغ من العمر 38 عامًا، قامت السلطات الصينية في شينجيانغ بسحب عينة من الدم وفحص وجهه وتسجيل بصمات أصابعه وتوثيق صوته. كما ورد في المقال الذي كتبته Sui-Lee Wee، أن الجزء الرئيسي في إستراتيجية الصين هو جمع المواد الوراثية من ملايين الأشخاص في منطقة شينجيانغ. تساهم المادة الوراثية في قاعدة بيانات واسعة يمكنها تتبع الأفراد الأويغور الذين يتحدون الحملة. تستكشف الصين استخدام تقنية التعرف على الوجه لفرز الأشخاص حسب العرق، وكيفية استخدام الحمض النووي لمعرفة ما إذا كان الفرد من الأويغور. وفقًا للأستاذ المساعد بجامعة وندسور في أونتاريو، مارك مونسترهيلم، فإن جمهورية الصين الشعبية تعمل على إنشاء «تقنيات تستخدم في صيد الناس».
في عام 2017، تضاعف البناء المرتبط بالأمن ثلاث مرات في شينجيانغ. وفقًا لتشارلز روليت، «لا تشمل المشاريع [في الصين] الكاميرات الأمنية فحسب، بل تشمل أيضًا مراكز تحليل الفيديو وأنظمة المراقبة الذكية ومراكز البيانات الضخمة ونقاط التفتيش التابعة للشرطة وحتى الطائرات بدون طيار»، مع شركة تصنيع الطائرات بدون طيار DJI التي قدمت طائرات مراقبة بدون طيار للشرطة المحلية منذ عام 2017 أيضًا. استثمرت وزارة الأمن العام مليارات الدولارات في خطتين حكوميتين رئيسيتين: مشروع Skynet (天网 工程) ومشروع Sharp Eyes (雪亮 工程). يهدف هذان المشروعان مجتمعان إلى الإشراف على سكان الصين بحلول عام 2020 من خلال التعرف على الوجه بكاميرا الفيديو. وفقًا لـ Morgan Stanley، بحلول عام 2020، ستكون هناك أقساط 400 مليون كاميرا أمنية. تقوم العديد من الشركات الناشئة الصينية ببناء خوارزميات للسماح للحكومة الصينية بتتبع الأقلية المسلمة. تشمل هذه الشركات الناشئة SenseTime وCloudWalk وYitu وMegvii وHikvision.
في يوليو 2020، فرضت وزارة التجارة الأمريكية عقوبات على 11 شركة صينية، اثنتان منها تابعتان لمجموعة BGI، لانتهاكها حقوق الإنسان لمسلمي الأويغور والأقليات التي تنتمي إلى عرقيات أخرى في الصين، من خلال استغلال تسلسلهم الجيني. جرى تسمية مجموعة BGI جنبًا إلى جنب مع شركة الحوسبة السحابية والذكاء الاصطناعي ومقرها أبوظبي Group 42 - المتهمة بالتجسس في عام 2019 - من قبل وزارة الأمن الداخلي ووزارة الخارجية في تحذير صدر في أكتوبر 2020 إلى ولاية نيفادا ضد استخدام 200 ألف من مجموعات اختبار فيروس كورونا التي تبرعت بها دولة الإمارات العربية المتحدة بشراكة G42 ومجموعة BGI Group. حذرت وكالات الاستخبارات الأمريكية من أن القوى الأجنبية تستغل العينات الطبية للمرضى للبحث في تاريخهم الطبي وصفاتهم الوراثية وأمراضهم، إلخ.
جمع المسؤولون في تومتشوك مئات عينات الدم من أفراد الأويغور، ضمن حملة جمع الحمض النووي الجماعي. وصفت وسائل الإعلام الحكومية تومتشوك بأنها «ساحة معركة رئيسية للعمل الأمني في شينجيانغ». في يناير 2018، بُني مختبر الحمض النووي للطب الشرعي تحت إشراف معهد علوم الطب الشرعي الصيني في تومتشوك. أظهرت المستندات من داخل المختبر أن المختبر كان مدعومًا ببرنامج تم إنشاؤه بواسطة Thermo Fisher Scientific، وهي شركة في ماساتشوستس. جرى استخدام هذا البرنامج بالتزامن مع إنشاء متسلسلات جينية، مفيدة في تحليل الحمض النووي. رداً على ذلك، أعلنت Thermo Fisher في فبراير أنها ستتوقف عن البيع لمنطقة شينجيانغ نتيجة «تقييمات خاصة بالحقائق».
أمر مسؤولو الأمن السكان في منطقة شمال غرب الصين بتركيب أجهزة تتبع GPS في سياراتهم حتى تتمكن السلطات من تتبع تحركاتهم. ويؤثر هذا الإجراء على السكان في منطقة شينجيانغ وادعت السلطات أنه «من الضروري التصدي لأنشطة المتطرفين الإسلاميين والانفصاليين». أعلن بيان صادر عن مسؤولين في محافظة باينغولين مونغول ذاتية الحكم أن «هناك تهديدًا خطيرًا من الإرهاب الدولي، وقد تم استخدام السيارات كوسيلة نقل رئيسية للإرهابيين بالإضافة إلى استخدامها كأسلحة بشكل مستمر. لذلك من الضروري مراقبة وتتبع جميع المركبات في المحافظة».
أصبح تركيب أنظمة الملاحة بالأقمار الصناعية «بايدو» الصينية الصنع في جميع المركبات الخاصة والمستعملة والحكومية ضروريًا اعتبارًا من 20 فبراير 2020.
من المحتمل أن يكون الشخص الأول الذي عرّف المشكلة على أنها «إبادة جماعية ثقافية» هو Adrian Zenz، الأكاديمي الألماني عندما نشر في يوليو 2019 مقالًا في مجلة المخاطر السياسية بعنوان «كسر جذورها: دليل على حملة الصين لفصل الوالدين عن الأطفال في شينجيانغ». وصف جيمس ليبولد، الأستاذ في جامعة لاتروب الأسترالية، في يوليو 2019 معاملة الحكومة الصينية للأويغور بأنها «إبادة جماعية ثقافية» وذكر أنه «على حد تعبيرهم، فإن مسؤولي الحزب» يغسلون العقول «و» ينظفون القلوب «وعلاج أولئك الذين سحرتهم الأفكار المتطرفة».
منذ إصدار أوراق شينجيانغ وكابلات الصين Xinjiang papers - China Cables في نوفمبر 2019، وصف العديد من الصحفيين والباحثين معاملة الحكومة الصينية للأويغور بأنها إبادة عرقية أو إبادة جماعية ثقافية. في نوفمبر 2019، وصف زينز الوثائق السرية بأنها تؤكد «أن هذا شكل من أشكال الإبادة الجماعية الثقافية». نشرت مجلة فورين بوليسي مقالاً بقلم عظيم إبراهيم وصف فيه معاملة الصين للأويغور بأنها «حملة متعمدة ومدروسة من الإبادة الجماعية الثقافية».

### الإبادة الجماعية أو الجرائم ضد الإنسانية
في يوليو 2020، قال زينز في مقابلة مع NPR (الإذاعة الوطنية العامة) إنه قال سابقًا إن تصرفات الحكومة الصينية هي إبادة جماعية ثقافية، وليست «إبادة جماعية فعلية»، ولكنها أحد المعايير الخمسة الواردة في اتفاقية الإبادة الجماعية. ووفقًا للتطورات الأخيرة المتعلقة بقمع معدلات المواليد، لذلك «نحتاج على الأرجح إلى تسميتها إبادة جماعية». وفي الشهر نفسه، قال آخر حاكم لهونج كونج البريطانية، كريس باتن، إن «حملة تحديد النسل» كانت «أمرًا يمكن القول إنه يأتي ضمن مصطلحات الأمم المتحدة بشأن أنواع الإبادة الجماعية». وطالب التحالف البرلماني الدولي بشأن الصين بإجراء تحقيق مستقل من جانب الأمم المتحدة. في الوقت نفسه تقريبًا، حث النائبتان الأمريكيتان كيرستن جيليبراند وكمالا هاريس إدارة ترامب على التحقيق في هذه الشأن.
على الرغم من أن جمهورية الصين الشعبية ليست عضوًا في المحكمة الجنائية الدولية، في 6 يوليو 2020، قدمت حكومة تركستان الشرقية في المنفى وحركة صحوة تركستان الشرقية الوطنية شكوى إلى المحكمة الجنائية الدولية تطالبها بالتحقيق في جمهورية الصين الشعبية. المسؤولين عن الجرائم ضد الأويغور بما في ذلك مزاعم الإبادة الجماعية. استجابت المحكمة الجنائية الدولية في ديسمبر 2020 و«طلبت المزيد من الأدلة قبل أن تكون مستعدة لفتح تحقيق في مزاعم الإبادة الجماعية ضد شعب الإيغور من قبل الصين، لكنها قالت إنها ستبقي الملف مفتوحًا لتقديم مثل هذه الأدلة الإضافية».
ذكرت مقالة في كوارتز في أغسطس 2020 أن بعض العلماء يترددون في وصف انتهاكات حقوق الإنسان في شينجيانغ بأنها «إبادة جماعية كاملة»، مفضلين مصطلح «إبادة جماعية ثقافية»، لكن العديد من الخبراء يطلقون عليها بشكل متزايد «جرائم ضد الإنسانية» أو «إبادة جماعية». أيضًا في أغسطس 2020، وصف المتحدث باسم الحملة الرئاسية لجو بايدن تصرفات الصين بأنها إبادة جماعية.
في أكتوبر 2020، قدم مجلس الشيوخ الأمريكي قرارًا من الحزبين يصف انتهاكات حقوق الإنسان التي ترتكبها الحكومة الصينية ضد الأويغور والأقليات العرقية الأخرى في شينجيانغ بأنها إبادة جماعية. في نفس الوقت تقريبًا، أصدر مجلس العموم الكندي بيانًا مفاده أن لجنته الفرعية لحقوق الإنسان الدولية التابعة للجنة الدائمة للشؤون الخارجية والتنمية الدولية مقتنعة بأن تصرفات الحزب الشيوعي الصيني في شينجيانغ تشكل إبادة جماعية على النحو المنصوص عليه في اتفاقية الإبادة الجماعية. أشار التقرير السنوي لعام 2020 الصادر عن اللجنة التنفيذية للكونغرس بشأن الصين إلى معاملة الحكومة الصينية للأويغور باعتبارها «جرائم ضد الإنسانية وربما إبادة جماعية».
وعندما سُئل رئيس الوزراء البريطاني بوريس جونسون عن الموقف، قال إن «ما يحدث للأويغور بغيض تمامًا» لكن «وصفه بالإبادة الجماعية مسألة قضائية».
في 19 كانون الثاني (يناير)، سُئل أنطوني بلينكين، المرشح وزير الخارجية للرئيس الأمريكي جو بايدن، خلال جلسات الاستماع لتأكيده عما إذا كان يتفق مع استنتاج بومبيو بأن الحزب الشيوعي الصيني قد ارتكب إبادة جماعية ضد الأويغور، وقال «هذا سيكون رأيي أيضًا». خلال جلسات الاستماع لتأكيد تعيينها ، صرحت ليندا توماس جرينفيلد، مرشح جو بايدن لمنصب السفيرة الأمريكية لدى الأمم المتحدة ، أنها تعتقد أن ما يحدث حاليًا في شينجيانغ كان إبادة جماعية، مضيفة «لقد عشت وشهدت إبادة جماعية في رواندا».
نشرت وسائل الإعلام التي تديرها الدولة في الصين مقالات رأي وتقارير تناهض استخدام مصطلح «الإبادة الجماعية».

## الاستجابات الدولية
في يوليو 2019، أصدرت 22 دولة رسالة مشتركة إلى الدورة 41 لمجلس حقوق الإنسان التابع للأمم المتحدة، تدين الاحتجاز الجماعي للأويغور والأقليات الأخرى في الصين، داعية الصين إلى «الامتناع عن الاعتقال التعسفي والقيود المفروضة على حرية حركة الأويغور وغيرهم من المسلمين والأقليات في شينجيانغ».
في الجلسة نفسها، أصدرت 50 دولة رسالة مشتركة تدعم سياسات شينجيانغ الصينية، وتنتقد ممارسة «تسييس قضايا حقوق الإنسان». وجاء في الرسالة أن «الصين دعت عددًا من الدبلوماسيين ومسؤولي المنظمات الدولية والصحفيين إلى شينجيانغ» وأن «ما رأوه وسمعوه في شينجيانغ يتناقض تمامًا مع ما تناقلته وسائل الإعلام».
في أكتوبر / تشرين الأول 2019، أصدرت 23 دولة بيانًا مشتركًا للأمم المتحدة يحث الصين على «الوفاء بالتزاماتها والتزاماتها الوطنية والدولية باحترام حقوق الإنسان».
في أكتوبر 2020، انضم المزيد من الدول في الأمم المتحدة إلى إدانة الصين لانتهاكات حقوق الإنسان في شينجيانغ، حيث تحدث السفير الألماني كريستوف هيوسجين نيابة عن المجموعة. ارتفع العدد الإجمالي للدول التي أدانت الصين إلى 39، بينما انخفض العدد الإجمالي للدول التي دافعت عن الصين إلى 45. والجدير بالذكر أن 16 دولة التي دافعت عن الصين في 2019 لم تفعل ذلك في 2020.

### ردود الفعل حسب البلد / المنطقة

#### أفريقيا
وقعت عدة دول أفريقية، بما في ذلك الجزائر وجمهورية الكونغو الديمقراطية ومصر ونيجيريا والصومال، على خطاب في يوليو 2019 أشاد علانية بسجل حقوق الإنسان في الصين ورفض الانتهاكات المبلغ عنها في شينجيانغ. وقعت عدة دول أفريقية، بما في ذلك أنغولا وبوروندي والكاميرون وجمهورية إفريقيا الوسطى ومدغشقر والمغرب وموزمبيق والسودان، خطابًا في أكتوبر 2019 أعربت فيه علنًا عن دعمها لمعاملة الصين للأويغور.
في يوليو 2020، ذكرت صحيفة The Globe and Mail أن نشطاء حقوق الإنسان، بمن فيهم السياسي المتقاعد إيروين كوتلر، كانوا يشجعون البرلمان الكندي على التعامل مع الإجراءات الصينية ضد الأويغور باعتبارها إبادة جماعية وفرض عقوبات على المسؤولين.
في 21 أكتوبر 2020، أدانت اللجنة الفرعية لحقوق الإنسان الدولية (SDIR) التابعة للجنة الدائمة للشؤون الخارجية والتنمية الدولية التابعة لمجلس العموم الكندي، اضطهاد حكومة الصين للأويغور وغيرهم من المسلمين الأتراك في شينجيانغ، وخلصت إلى أن الشيوعي الصيني أفعال الحزب تصل إلى حد الإبادة الجماعية للأويغور وفقًا لاتفاقية الإبادة الجماعية.

#### أوروبا
بالإضافة إلى التوقيع على بيان مشترك بشأن الانتهاكات الأخلاقية التي تؤثر على مجتمع الأويغور في شينجيانغ، اتخذت دول مثل ألمانيا والنرويج خطوات أخرى للتعبير عن آرائها حول هذه القضية. دعت ألمانيا الصين على وجه التحديد إلى إتاحة وصول حقوق الإنسان التابعة للأمم المتحدة إلى المعسكرات. كما شكلت النرويج مجموعة توعية حول معسكرات الاعتقال.
في ديسمبر 2020، قالت فرنسا إنها ستعارض الاتفاقية الشاملة المقترحة بشأن الاستثمار بين الصين والاتحاد الأوروبي بشأن استخدام العمالة القسرية للأويغور.

#### المملكة المتحدة
يوم 10 أكتوبر عام 2020، بريطانيا الصورة وزير الخارجية الظل، ليزا ناندي اقترح أن بريطانيا يجب أن يعارض منح الصين على مقعد في مجلس الأمم المتحدة لحقوق الإنسان احتجاجا على الاعتداء على المسلمين الأويغور. وأضافت أنه يجب السماح للأمم المتحدة بإجراء تحقيق في الجرائم المحتملة ضد الإنسانية في شينجيانغ.
في ديسمبر 2020، نشر الحاخام الأكبر للتجمعات العبرية المتحدة في الكومنولث إفرايم ميرفيس مقالة رأي في صحيفة الغارديان بمناسبة عيد هانوكا، حيث أدان اضطهاد الأويغور ودعا إلى اتخاذ إجراءات دولية للتصدي لـ «الفظائع الجماعية التي لا يمكن فهمها» التي تجري في الصين.
في يناير 2021، أدلى وزير الخارجية دومينيك راب ببيان حول انتهاكات الصين لحقوق الإنسان ضد الأويغور، متهمًا الصين بـ «المراقبة المكثفة والجائرة التي تستهدف الأقليات، والقيود المنهجية على ثقافة الأويغور، والتعليم، وممارسة الإسلام، والاستخدام الواسع النطاق للإيغور في العمل القسري.»
في يناير 2021، ذكرت صحيفة الغارديان أن حكومة المملكة المتحدة «صدت جهود جميع الأحزاب لمنح المحاكم فرصة لتصنيف الصين مذنبة بارتكاب الإبادة الجماعية في اليوم الذي قال فيه بلينكين إن الصين كانت عازمة على الإبادة الجماعية في مقاطعة شينجيانغ».

#### الشرق الأوسط
وقعت العديد من الدول في الشرق الأوسط على وثيقة للأمم المتحدة تدافع عن سجل حقوق الإنسان في الصين. في حين انتقد متحدث باسم وزارة الخارجية التركية تلك المعسكرات، دافعت الإمارات العربية المتحدة رسمياً عن سجلات حقوق الإنسان في الصين. وأعربت عدة دول عن تقديرها لاحترام الصين لمبدأ عدم التدخل في شؤون الدول الأخرى، وبالتالي فقد أعطت أهمية لعلاقاتها الاقتصادية والسياسية. دعمت قطر سياسات الصين في شينجيانغ حتى 21 أغسطس 2019 ؛ ولكن قطر أول دولة في الشرق الأوسط تسحب دفاعها عن معسكرات شينجيانغ.

#### نيوزيلاندا
في عام 2018، أثارت رئيسة الوزراء النيوزيلندية جاسيندا أرديرن قضية شينجيانغ أثناء زيارتها لسكرتير حزب قوانغدونغ الزعيم لي شي. كما أثارت أرديرن مثل هذه المخاوف خلال المراجعة الدورية التي أجرتها الصين في الأمم المتحدة في نوفمبر 2018، مما أدى إلى تراجع فوري من الصين.
ناقشت أرديرن مسألة شينجيانغ بشكل خاص مع شي جين بينغ خلال زيارة لبكين عام 2019 بعد هجوم إطلاق النار على مسجد كرايستشيرش. اتهمت صحيفة نيويورك تايمز نيوزيلندا بالتحايل على هذه القضية لأسباب اقتصادية حيث تصدر البلاد العديد من المنتجات إلى الصين، بما في ذلك الحليب واللحوم والنبيذ.

#### دول ما بعد الاتحاد السوفياتي
أعربت روسيا وبيلاروسيا وتركمانستان وطاجيكستان عن دعمها لمعاملة الصين للأويغور في مناسبات متعددة. وقعت روسيا كلا البيانين في الأمم المتحدة (في يوليو وأكتوبر 2019) يدعمان سياسات شينجيانغ الصينية. ذكرت NPR أن كازاخستان و«جيرانها في المنطقة ذات الأغلبية المسلمة في آسيا الوسطى الذين استفادوا من الاستثمار الصيني لا يتحدثون باسم المسلمين داخل معسكرات الاعتقال في الصين».
وقعت كمبوديا وميانمار والفلبين دعمًا رسميًا لسياسات الصين. قامت تايلاند وماليزيا وكمبوديا بترحيل جميع الأويغور بناءً على طلب الصين.
في ديسمبر 2009، أعربت جمعية الأويغور الأمريكية عن قلقها إزاء عودة 20 لاجئًا إيغورًا من كمبوديا إلى الصين.

#### الولايات المتحدة الأمريكية

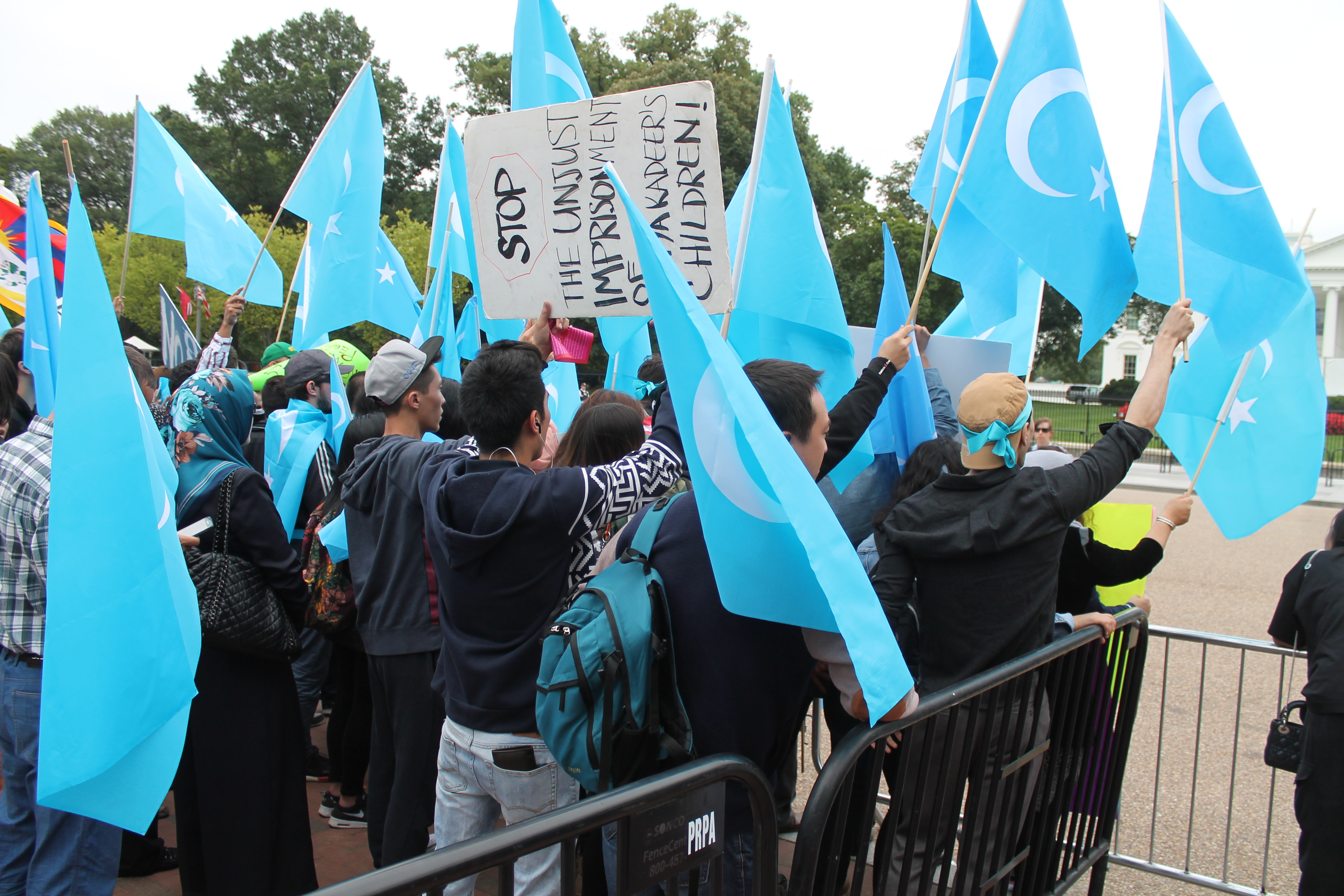
مظاهرة حقوقية للإيغور بالقرب من البيت الأبيض، في 25 سبتمبر 2015

أصدر كونغرس الولايات المتحدة قانون سياسة حقوق الإنسان للأويغور كرد فعل على معسكرات إعادة التثقيف. ودعا دبلوماسي أمريكي كبير الدول الأخرى إلى الانضمام إلى تنديدات الولايات المتحدة لسياسات الحكومة الصينية في شينجيانغ. ذكرت جمعية الأويغور الأمريكية أن نهج بكين العسكري بدعوى مكافحة الإرهاب في شينجيانغ هو إرهاب دولة. أصدر متحف ذكرى الهولوكوست بالولايات المتحدة بيانات حول الظروف في شينجيانغ.
يقود النائبان مينينديز وكورنين مجموعة من الحزبين للضغط لتحديد الإجراءات الإجرامية للحزب الشيوعي الصيني التي تحدث في شينجيانغ من خلال قرار من مجلس الشيوخ. وهذا من شأنه أن يجعل مجلس الشيوخ الأمريكي أول حكومة «تعترف رسميًا بالوضع على أنه إبادة جماعية». وقع أعضاء مجلس الشيوخ كورنين وميركلي وكاردين وروبيو رسالة يطلبوا فيها من مايك بومبيو - وزير الخارجية - إصدار قرار بالإبادة الجماعية. ذكرت مجلة ناشونال ريفيو أن «قرارات حكومة الولايات المتحدة بشأن الإبادة الجماعية أمر صعب للغاية. إنهم يحتاجون إلى أدلة قوية للوفاء بالمعايير المنصوص عليها في اتفاقية الإبادة الجماعية لعام 1948». عندما يجري إصدار القرارات، لن يكون هناك الكثير من التغيير أو التأثير الذي ستحدثه على المدى القصير. على الرغم من أن «هناك حالة قوية وموثقة جيدًا لاتخاذ قرار في هذه الحالة». في 19 يناير 2021، أعلن وزير خارجية الولايات المتحدة، مايك بومبيو، أن وزارة الخارجية الأمريكية قد قررت أن الصين قد ارتكبت «إبادة جماعية وجرائم ضد الإنسانية» ضد الأويغور، وصرح بومبيو: «ارتكبت جمهورية الصين الشعبية، بتوجيهات وسيطرة الحزب الشيوعي الصيني، إبادة جماعية وجرائم ضد الإنسانية ضد الأويغور الذين يغلب عليهم المسلمون وغيرهم من الأقليات العرقية والدينية، بما في ذلك الكازاخ والقرغيز... من شينغيانغ، تسمع الولايات المتحدة أصداء ألمانيا النازية ورواندا والبوسنة ودارفور». جاء هذا الإعلان في اليوم الأخير من رئاسة دونالد ترامب. في ذلك الوقت، كانت إدارة بايدن القادمة، مثل الحملة الرئاسية لجو بايدن 2020، قد أعلنت بالفعل أنه يجب اتخاذ مثل هذا القرار.

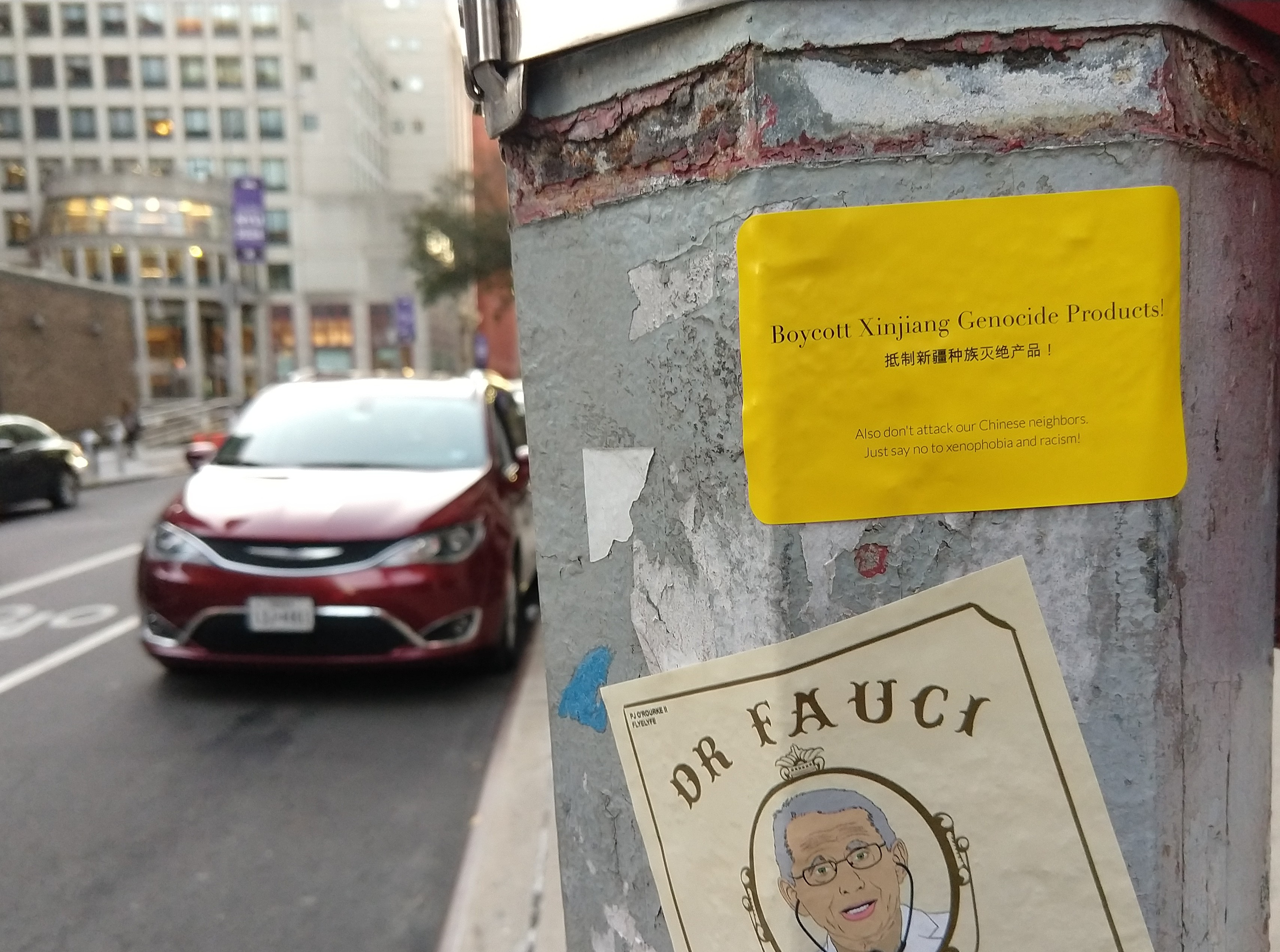
إعلان للدعوة لمقاطعة منتجات شينجيانغ في حرم جامعة نيويورك في نيويورك
"قاطعوا منتجات الإبادة الجماعية في شينجيانغ!
抵制新疆种族灭绝产品！
لا تهاجم جيراننا الصينيين.
فقط قل لا لكراهية الأجانب والعنصرية!

## ردود فعل المنظمات غير الحكومية
حتى يوليو 2020، لم تتخذ منظمة العفو الدولية موقفًا بشأن ما إذا كانت معاملة الحكومة الصينية للأويغور تشكل إبادة جماعية. تعتبر منظمة مراقبة الإبادة الجماعية «عمليات التعقيم القسري والنقل القسري لأطفال الأويغور والأقليات التركية الأخرى في شينجيانغ أعمال إبادة جماعية» وأصدرت لاحقًا تحذيرًا طارئًا بشأن الإبادة الجماعية في نوفمبر 2020
في يناير 2020، كتب الرئيس غلام عثمان ياغما من حكومة تركستان الشرقية في المنفى أن «العالم يشهد بصمت محرقة أخرى مثل الإبادة الجماعية في تركستان الشرقية.... بصفته رئيس حكومة تركستان الشرقية في المنفى، نيابة عن تركستان الشرقية وشعبها، ندعو المجتمع الدولي بما في ذلك حكومات العالم إلى الاعتراف بالهولوكوست الوحشي في الصين مثل اضطهاد شعب تركستان الشرقية كإبادة جماعية».
في سبتمبر 2020، وقَّعت ما يقرب من عشرين جماعة ناشطة، بما في ذلك مشروع حقوق الأويغور، ومراقبة الإبادة الجماعية، والمركز الأوروبي لمسؤولية الحماية، رسالة مفتوحة لمجلس حقوق الإنسان التابع للأمم المتحدة للتحقيق فيما إذا كانت جرائم ضد الإنسانية. أو إبادة جماعية في شينجيانغ.

### الزيارات الرسمية للمخيمات
دعت الصين أكثر من 1000 دبلوماسي ومسؤول من المنظمات الدولية والصحفيين والشخصيات الدينية لزيارة شينجيانغ. وقام العديد من الدبلوماسيين والمسؤولين والصحفيين من مختلف البلدان بزيارة المنطقة بالفعل.
زار رئيس الأمم المتحدة لمكافحة الإرهاب فلاديمير فورونكوف شينجيانغ في عام 2019 ولم يجد شيئًا يُجرم المعسكرات. أثارت الزيارة غضب وزارة الخارجية الأمريكية.
في يوليو 2019، تحدثت رسالة مشتركة موقعة من 50 دولة في مجلس حقوق الإنسان التابع للأمم المتحدة عن الزيارات الرسمية لمنطقة شينجيانغ الصينية: وقد وصفت الولايات المتحدة هذه الزيارات بأنها «منسقة للغاية» ووصفتها بأنها «روجت لروايات كاذبة».

### مقاطعة دورة الألعاب الأولمبية الشتوية 2022
في أعقاب تسريب أوراق شينجيانغ لعام 2019 والتي وصفت السياسات الصينية العامة تجاه الأويغور، صدرت دعوات لمقاطعة دورة الألعاب الأولمبية الشتوية لعام 2022. في خطاب بتاريخ 30 يوليو 2020، حث المؤتمر العالمي للإيغور اللجنة الأولمبية الدولية على إعادة النظر في قرار عقد الألعاب الأولمبية في بكين.

## روابط خارجية
- مشروع توثيق شينجيانغ في جامعة كولومبيا البريطانية
- حقوق الإنسان في الصين، عضو مجلس إدارة جمعية الأويغور الأمريكية، سكرات سيدأحمت، 2002 (يبدأ الساعة 12:40)
- التعقيم القسري والحياة في معسكرات اعتقال مسلمي الأويغور في الصين، مقابلة مع كلبينور صديق (الجارديان، سبتمبر 2020)
- "PEOPLE'S REPUBLIC OF CHINA GROSS VIOLATIONS OF HUMAN RIGHTS IN THE XINJIANG UIGHUR AUTONOMOUS REGION" (PDF). منظمة العفو الدولية. 21 أبريل 1999. مؤرشف من الأصل (PDF) في 2020-11-12.